# أنطون برنارد
انطون برنارد (بالإيطالية: Anton Bernard) (و. 1989  م) هو لاعب هوكي الجليد، من إيطاليا، ولد في بولسانو، يلعب كمهاجم ‏.

## روابط خارجية
- أنطون برنارد على موقع EliteProspects.com (الإنجليزية)
- أنطون برنارد على موقع Eurohockey.com (الإنجليزية)
- أنطون برنارد على موقع HockeyDB.com (الإنجليزية)